# Akademiska Hus
Akademiska Hus Aktiebolag är ett svenskt statligt ägt fastighetsbolag med uppgift att äga, utveckla och förvalta fastigheter vid landets universitet och högskolor. 
Akademiska Hus är ett av Sveriges största fastighetsbolag och är ledande inom specialfastigheter för utbildning och forskning. 2020 omfattade deras fastighetsbestånd över tre miljoner kvadratmeter uthyrningsbar yta med ett värde på 100 miljarder kronor. Deras huvudkonter ligger i Göteborg och sedan september 2021 är Caroline Arehult verkställande direktör.

## Uppdrag
Akademiska Hus Aktiebolag ska äga, utveckla och förvalta fastigheter för universitet och högskolor med huvudfokus på utbildnings- och forskningsverksamhet samt bedriva därmed förenlig verksamhet. Verksamheten ska bedrivas på affärsmässig grund och generera marknadsmässig avkastning genom en hyressättning som beaktar verksamhetens risk. Akademiska Hus Aktiebolag ska verka för en långsiktigt hållbar utveckling av universitets- och högskoleområden.
Sedan hösten 2014 har Akademiska Hus ett förtydligat uppdrag som även omfattar möjlighet att bygga och förvalta studentbostäder. Efter ett riksdagsbeslut formuleras Akademiska Hus uppdrag som följer:
| ” | Akademiska Hus ska bidra till fler studentbostäder genom att det tydliggörs att bolagets inriktning omfattar byggande och förvaltande av studentbostäder | „ |

## Historik
Akademiska Hus Aktiebolag bildades i samband med avvecklingen av Byggnadsstyrelsen 1992–1993, då även myndigheten Statens fastighetsverk och det statliga fastighetsbolaget Vasakronan bildades. Statens fastighetsverk tog hand om förvaltningen av flera universitetsbyggnader, som räknas till det nationella kulturarvet.
Från den 1 oktober 1993 övergick merparten av de svenska universitets- och högskolefastigheterna till Akademiska Hus. Dessa uppgick då till totalt 1 350 000 kvadratmeter och inköptes av bolaget från staten för en köpeskilling på 7,8 miljarder kronor. Vissa fastigheter, vars ägandestatus (på grund av donationer och andra tillkomstomständigheter) vid denna tidpunkt ännu inte utretts, införlivades dock inte i bolaget förrän 1 oktober 1996 varvid ytterligare 820 000 kvadratmeter fastighetsyta till ett pris av 5,6 miljarder kronor tillkom. 
För att möta den stora studenttillströmningen under 1990-talet har Akademiska Hus AB tillsammans med universitet och högskolor både anpassat befintliga lokaler och utökat beståndet med motsvarande 50 procent.

## Verkställande direktörer
- 1993–2003 Christina Rogestam[5]
- 2003–2006 Joakim Ollén[6]
- 2006–2008 Thomas Norell[7]
- 2009–2011 Mikael Lundström[8]
- 2011–2011 Anette Henriksson[9]
- 2011–2021 Kerstin Lindberg Göransson[10]
- Från 2021 Caroline Arehult[11]

## Utmärkelser

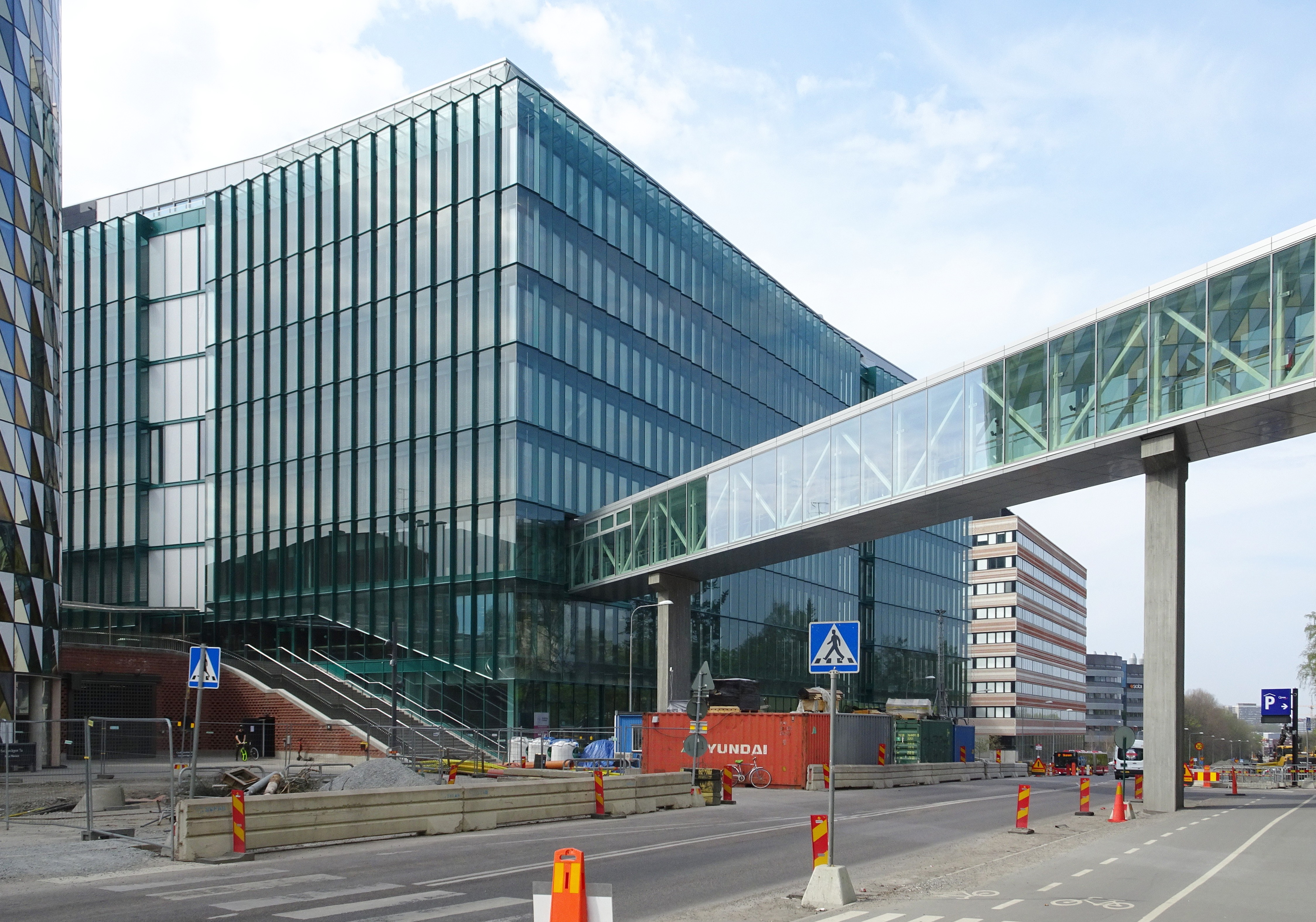
Biomedicum, "Årets Bygge" 2019.

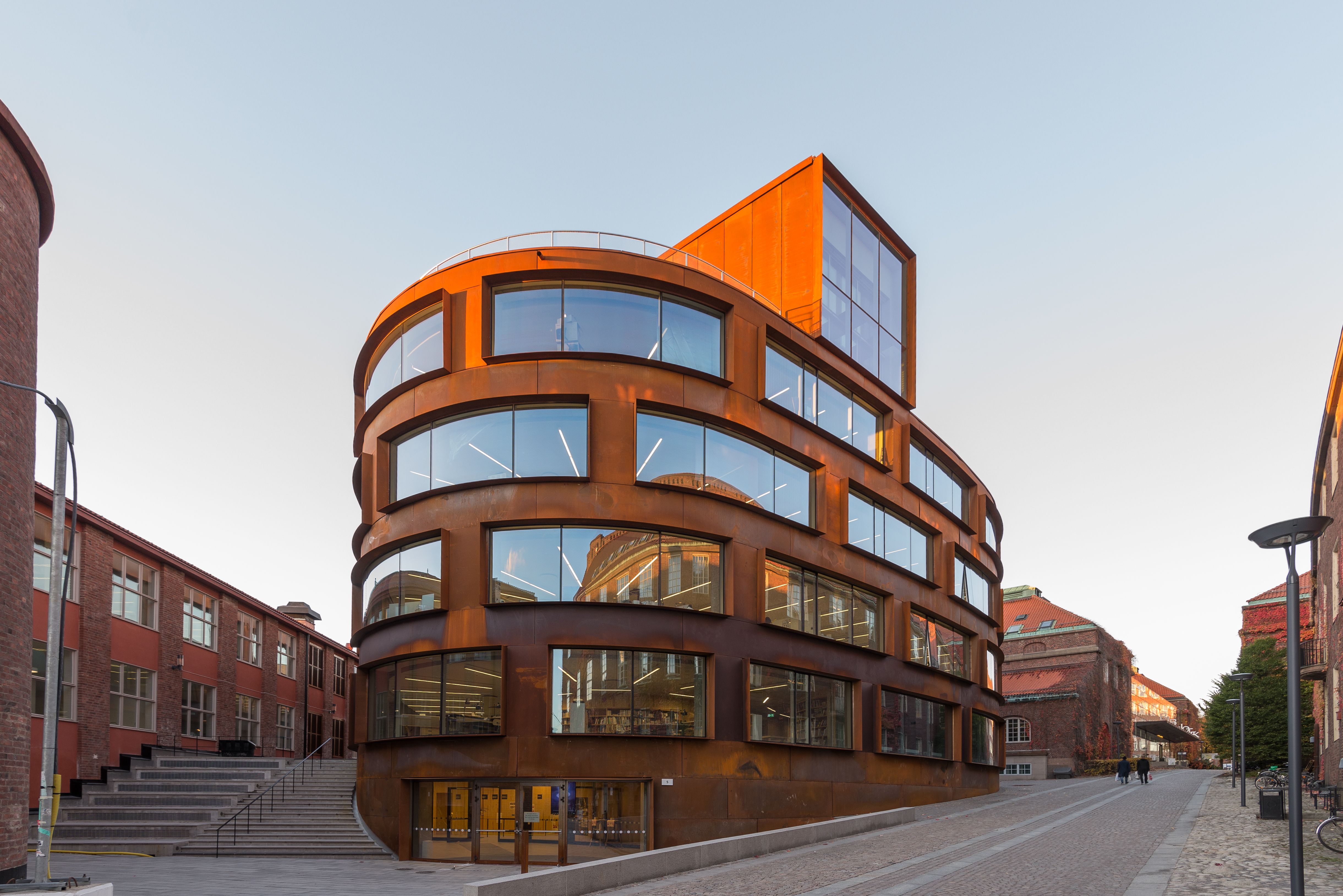
Arkitekturskolans byggnad, 2015.

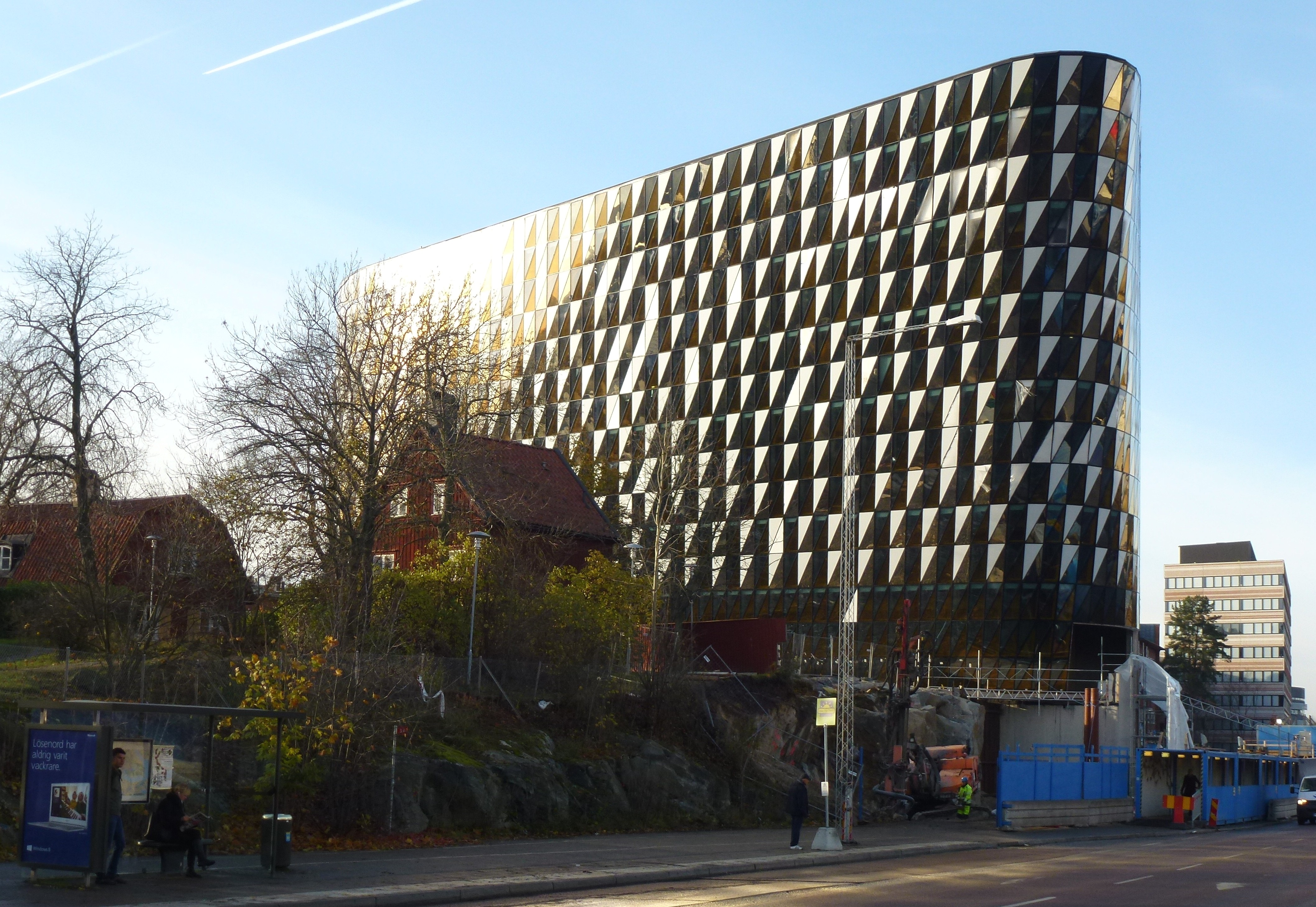
Aula Medica, "Årets Bygge" 2014.

- Årets Bygge, för Studenthuset i Linköping, 2020
- Best Healthcare Development, för Biomedicum i Solna, Mipim Awards 2020[12]
- Håll Nollans arbetsmiljöpris, för Nya Ångström i Uppsala, 2020[13]
- Årets Bygge, för Biomedicum i Solna, 2019
- Årets Miljöbyggnad, för universitetsbiblioteket i Karlstad, 2017
- Årets Stockholmsbyggnad 2016 för Arkitekturskolans byggnad i Stockholm, 2016[14]
- Kasper Salin-priset för Arkitekturskolan i Stockholm, 2015[15]
- Svenska Ljuspriset till LUX i Lund, 2015[16]
- Sustainable Campus Network (ISCN) Award, till KTH Campusplan i Stockholm, 2015[17]
- Årets Bygge, för Aula Medica vid Karolinska Institutet i Solna, 2014
- Årets betongarkitekt, för Widerströmska huset på Karolinska Institutet i Solna, 2013
- Upsala Nya Tidnings stadsmiljöpris, för Blåsenhus vid Uppsala universitet, 2011
- Stora Samhällsbyggarpriset, för Karlstads universitets Hus Vänern, 2009
- Stora Solcellspriset, Ekologihuset vid Lunds universitet, 2009
- Prix Rotthier, för Campus Åkroken i Sundsvall, 2008
- Karlstads kommuns byggnadspris, för Karlstads universitets Hus Vänern, 2008
- Stora Energipriset, till Enno Abel, Akademiska Hus, 2007
- Årets Gröna tak, för Försvarshögskolan i Stockholm, 2006
- Charter Awards, för Campus Åkroken i Sundsvall, 2006
- Årets Byggen, Årets bästa bygge, bygg- och miljökontoret i Gävle kommun, för biblioteket vid Högskolan i Gävle, 2005
- Stora Energipriset, till Tomas Hallén, Akademiska Hus, 2005
- Helgopriset, för Kungliga Tekniska högskolans bibliotek i Stockholm, 2004
- Årets byggnadspris, byggnadsnämnden i Örebro, för Musikhögskolan i Örebro, 2004
- Lunds stadsbyggnadspris, för Språk- och litteraturcentrum i Lund, 2004
- Borås stadsbyggnadspris, för Högskolan i Borås, 2004
- Lomma kommuns pris för god byggnadskultur, för Navet i Alnarp, 2004
- Lunds stadsbyggnadspris, för Geocentrum i Lund, 2003
- Karlstads kommuns byggnadspris, för Karlstads universitetsbibliotek, 2002
- ROT-priset, för Kungliga Tekniska högskolans bibliotek i Stockholm, 2002
- Lunds stadsbyggnadspris, för Astronomihuset i Lund, 2002
- Per och Alma Olssons pris för god byggnadskonst, för Chalmers tekniska högskola i Göteborg, 2001
- Årets bibliotek, DIK-förbundet, för Sambiblioteket i Härnösand, 2000
- Kristianstads kommuns byggnadsmiljöpris, för Högskolan Kristianstad, 1999

## Kritik
Anders Flodström, före detta rektor för Kungliga Tekniska högskolan, och Jan-Eric Sundgren, före detta rektor för Chalmers tekniska högskola, kritiserade 2002 Akademiska Hus för att ta ut betydligt högre hyror än de som är brukliga för motsvarande, kommersiella lokaler. Eftersom högskolorna av praktiska och juridiska skäl är bundna till sina lokaler går enligt de båda rektorerna en oproportionerligt stor del av högskolornas budget till hyreskostnader.
Enligt Johan Silfwerbrand, professor vid Kungliga Tekniska högskolan, så har de höga hyrorna från Akademiska Hus lett till lägre löner i svenska högskolor och universitet. I en debattartikel i Dagens Industri krävde 30 svenska rektor att uthyrningen borde förändras för att inte skada högskolorna ekonomi.
Även Uppsala universitet har riktat kritik mot Akademiska Hus och anser att vinsterna är för höga.

## Samarbete med högskolor och universitet
Företaget är en av medlemmarna, benämnda Partners, i Handelshögskolan i Stockholms partnerprogram för företag som bidrar finansiellt till högskolan och nära samarbetar med den vad gäller forskning och utbildning.